# Iglesia Presbiteriana de Madison Square (1906)
La Iglesia Presbiteriana de Madison Square (demolida en 1919) era una iglesia presbiteriana en Manhattan, Nueva York (Estados Unidos). Estaba ubicada en Madison Square Park en la esquina noreste de la calle East 24 y Avenida Madison. Fue diseñado por Stanford White en un estilo arquitectónico del Alto Renacimiento, con una cúpula central prominente sobre un espacio central cúbico en un plano de cruz griega abreviado; fue construido en 1906. El servicio inaugural fue el 14 de octubre de ese año. La iglesia de la congregación había estado ubicada anteriormente en la esquina sureste opuesta de Madison y la calle 24, en una estructura de estilo gótico, también llamada "Iglesia Presbiteriana de Madison Square", cuya piedra angular se colocó en 1853 y que se completó el año siguiente. Metropolitan Life Insurance Company compró el sitio original para la construcción de Metropolitan Life Insurance Company Tower, un edificio de 48 pisos terminado en 1909 que era el edificio más alto del mundo cuando se construyó.

## Arquitectura
La nueva iglesia, valorada en 500 000 dólares y llamada "Iglesia de Parkhurst" en honor a su pastor, el reverendo Charles Henry Parkhurst, fue descrita como "uno de los edificios religiosos más costosos de la ciudad"; fue galardonado con la Medalla de Oro de Honor del American Institute of Architects. Para mantenerse firme con los imponentes bloques comerciales que lo rodean, tanto construidos como por venir, su entrada era a través de un pórtico sostenido por seis columnas de granito verde pálido, de 10 m de altura.

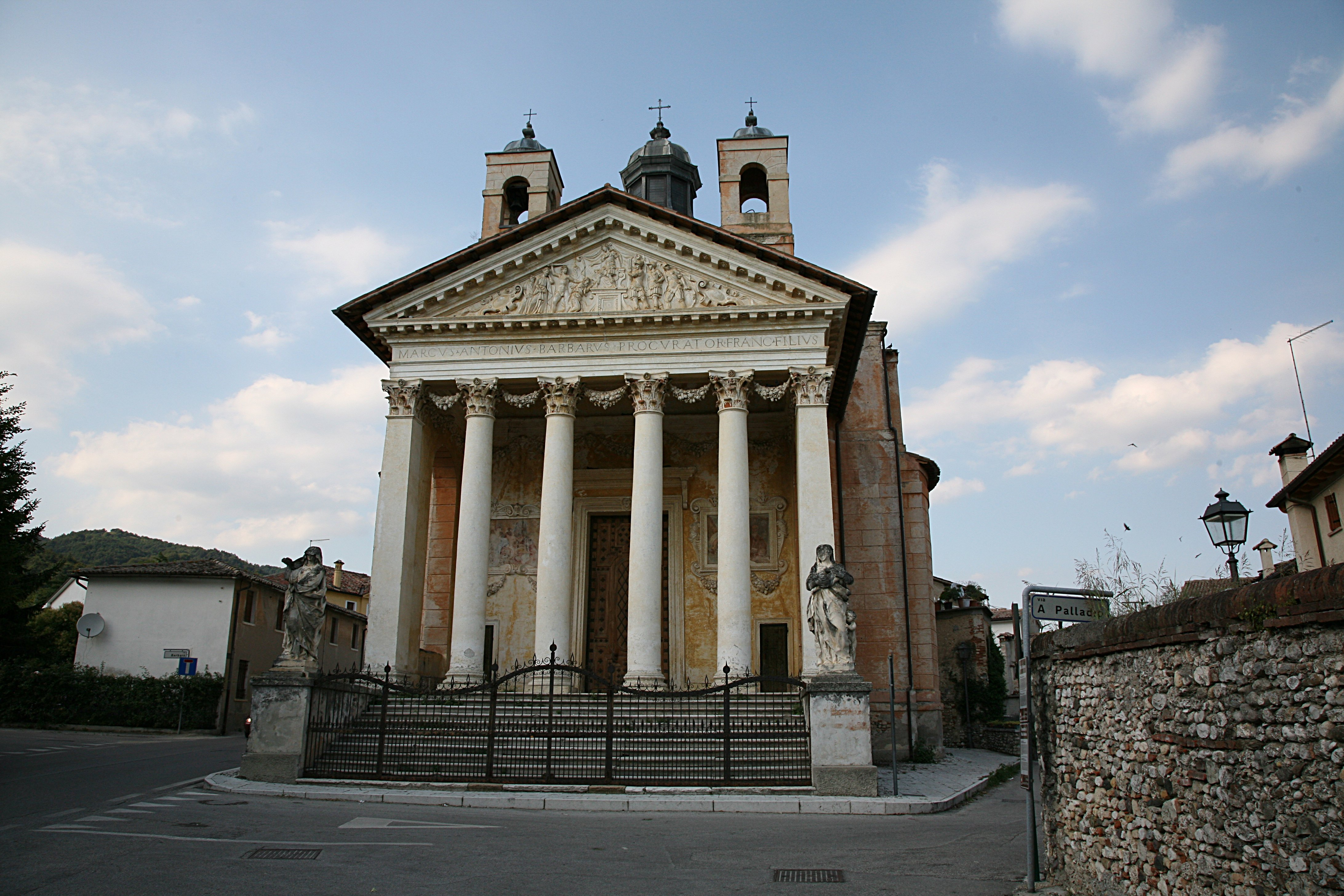
Tempietto Barbaro de Palladio

El edificio se levantó sobre un zócalo de mármol y se construyó con ladrillos especialmente moldeados en dos tonalidades ligeramente variadas en un patrón de pañales y detalles arquitectónicos de terracota blanca y de colores. Presentaba una cúpula de platillo bajo cubierta con azulejos amarillos y verdes, con una prominente linterna dorada. Las esculturas del frontón del alemán Adolph Alexander Weinman fueron teñidas por el pintor Henry Siddons Mowbray, dando al edificio una policromía inusual en la arquitectura americana de Bellas Artes. Amplios mosaicos y azulejos Guastavino system le dieron al interior un aspecto bizantino,
El estilo arquitectónico del edificio fue descrito por un miembro de la firma en 1930 como "el cristiano primitivo, con planta en forma de cruz griega, como las primeras iglesias bizantinas" aunque un espectador moderno encontraría paralelos más cercanos en el Alto Renacimiento. iglesias de planificación central del siglo XVI, o el Tempietto de Andrea Palladio en la Villa Barbaro en Maser.

## Demolición

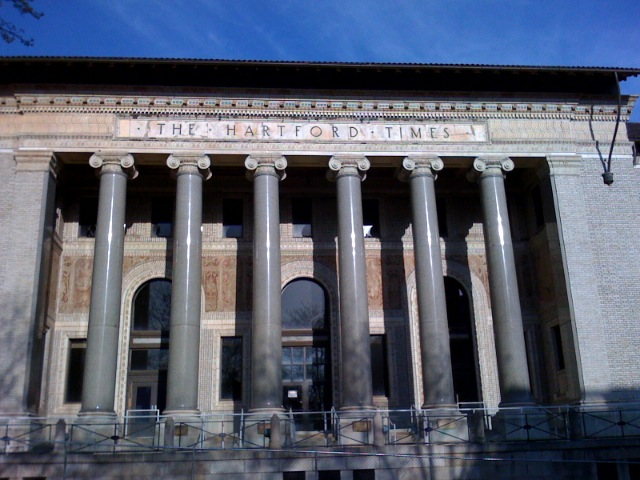
El Hartford Times Building con columnas rescatadas de la iglesia.

Tras fusionarse con otras iglesias presbiterianas ubicadas en la Quinta Avenida y en University Place, los 23 m por 46 m Metropolitan Life compró el lote por 500 000 dólares, y los fondos se usaron para dotar a las iglesias combinadas. Si bien las vidrieras, el órgano y los asientos originales de la iglesia se quitaron y se trasladaron a la Primera Iglesia Presbiteriana Antigua, y el frontón con sus esculturas se volvió a erigir en la fachada del parque orientada al sur del Museo Metropolitano de Arte de McKim, Mead y White, los demás detalles arquitectónicos quedaron para ser recogidos por la empresa de demolición que arrasó el edificio. Las columnas de granito verde pálido, las pilastras, el frontón y algunas ventanas y puertas se reutilizaron durante la construcción del Hartford Times Building en Hartford, la capital del estado de Connecticut (1920). Las vidrieras se reutilizaron para la capilla nupcial de St. Francis en The Mission Inn Hotel & Spa en Riverside, CA. The New York Times describió el edificio como "durante mucho tiempo reconocido como una de las obras maestras del difunto Stanford White" y calificó la destrucción de la iglesia como "una pérdida arquitectónica distinta para la ciudad".
El sitio de la calle 24 fue demolido a partir de mayo de 1919 para dar paso a un edificio anexo de 18 pisos que Metropolitan Life construyó a un costo de 1 millón de dólares, que se conectaba a un anexo de 16 pisos construido anteriormente en el lado norte de la calle. El anexo anterior estaba conectado a Metropolitan Life Tower por un puente sobre la calle 24. Una década más tarde, los edificios anexos fueron nivelados, y toda la cuadra delimitada por las calle 24, 25, Madison Avenue y Park Avenue South se convirtió en el sitio del Metropolitan Life North Building, que aún existe, que fue diseñado para acomodar un edificio tan alto como 80 pisos, de los cuales solo se construyeron 30.